# Rääsa
Koordinaten: 59° 16′ N, 27° 5′ O
Rääsa ist ein Dorf (estnisch küla) im Kreis Ida-Viru (Ost-Wierland) im Nordosten Estlands. Seit Oktober 2013 liegt es in der Landgemeinde Lüganuse (Lüganuse vald). Bis zu deren Bildung lag es in der Landgemeinde Maidla (Maidla vald).

## Beschreibung und Geschichte
Das Dorf hat 34 Einwohner (Stand 2000).
Rääsa ist ein für die Umgebung typisches Walddorf. 1769 wurde die Dorfschule von Rääsa gegründet.
Archäologen haben südlich des Schulgebäudes einen unterirdischen Friedhof freigelegt, der auf eine frühe Besiedelung hinweist. Er steht unter staatlichem Kulturgüterschutz.